# Ministério da Administração Interna
O Ministério da Administração Interna (MAI) é o departamento do Governo de Portugal, responsável pela execução das políticas de segurança pública,  de proteção e socorro, de imigração e asilo, de prevenção e segurança rodoviária e pela administração dos assuntos eleitorais. Criado em 1736, como Secretaria de Estado dos Negócios Interiores do Reino é o ministério português mais antigo continuamente em existência. No século XIX, passou a ser conhecido por Ministério do Reino e após a implantação da república em 1910 teve a sua designação oficial alterada para Ministério do Interior que manteve até 1974.

## História
O Ministério do Reino foi um departamento governamental português ao qual cabia a condução das políticas de administração do território, de instrução pública (hoje Educação) e de segurança interna, incluindo as questões da polícia ou Intendência-Geral da Polícia da Corte e do Reino. Deu origem primeiro ao Ministério do Interior e depois ao actual Ministério da Administração Interna.
O Ministério do Reino teve a sua origem na Secretaria de Estado dos Negócios Interiores do Reino, criada por Alvará de 28 de Julho de 1736, na sequência da reorganização dos órgãos da administração central do Estado português.
Com a proclamação da República Portuguesa, em 1910 o Ministério do Reino foi transformado no Ministério do Interior, designação que manteve até à publicação do Decreto-Lei n.º 203/74, de 15 de Maio, que na sequência da Revolução de 25 de Abril de 1974 criou o actual Ministério da Administração Interna.

## Atuais Órgãos tutelados
- Gabinete Coordenador de Segurança (diretamente dependente do Primeiro-Ministro, mas com funcionamento delegado no MAI)
- Secretaria-Geral do Ministério da Administração Interna
- Inspecção-Geral da Administração Interna
- Autoridade Nacional de Protecção Civil
- Autoridade Nacional de Segurança Rodoviária
- Polícia de Segurança Pública
- Guarda Nacional Republicana (dependente do Ministério da Defesa Nacional no que respeita especificamente a armamento, equipamento e doutrina militar)

## História do Ministério

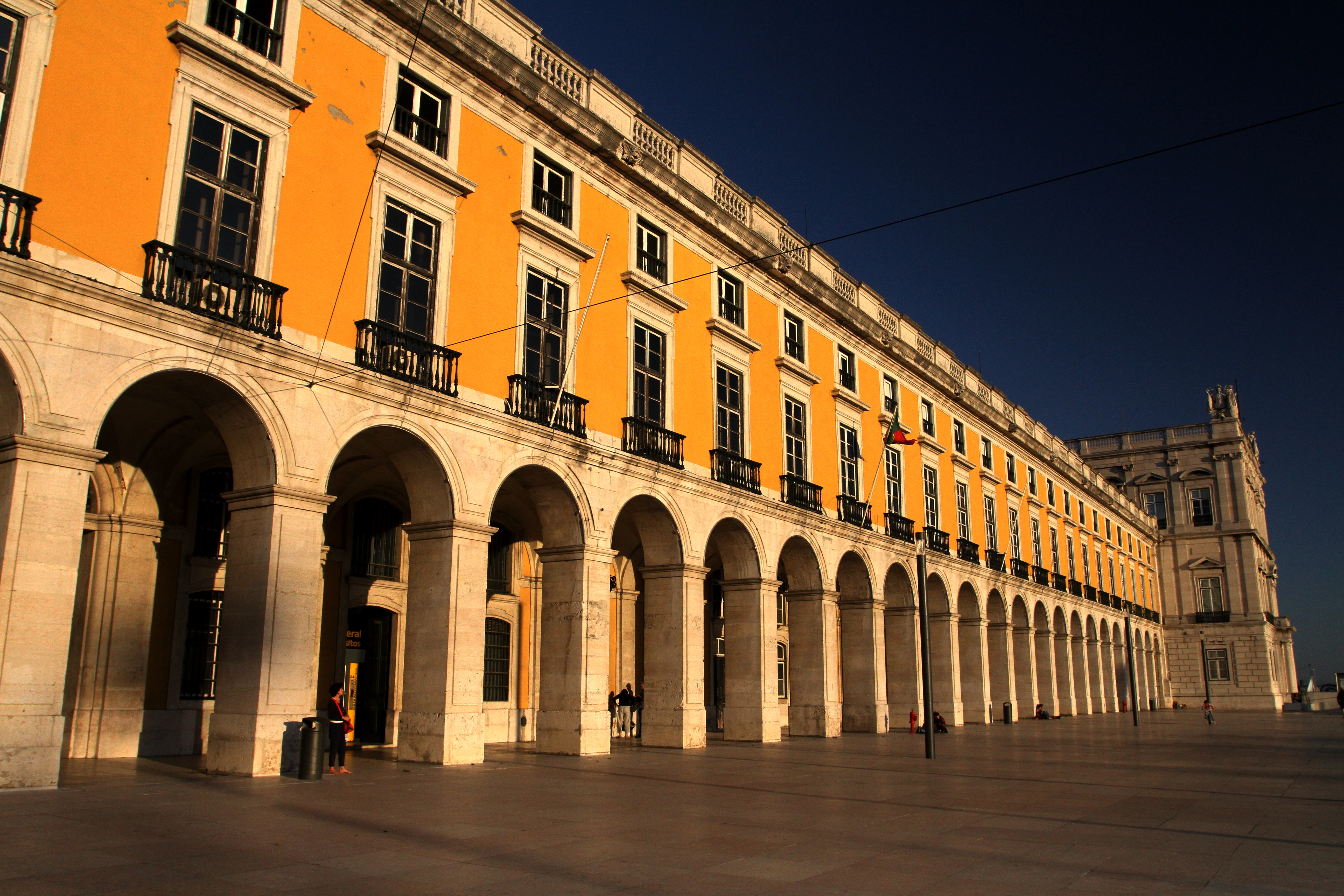
Sede do MAI, no Terreiro do Paço.

O atual Ministério da Administração Interna teve origem na organização da Administração central de Portugal em ministérios especializados em assuntos setoriais, no princípio do século XVIII. O ministério foi criado por Alvará de 28 de Junho de 1736 com a denominação de Secretaria de Estado dos Negócios Interiores do Reino.
Nessa altura, o ministério tinha uma competência muito alargada nos assuntos internos, desde a segurança pública até aos assuntos económicos, passando pela justiça, educação, assuntos sociais, planeamento territorial, administração autárquica e outros. Desde então, com a criação de novos ministérios especializados foi, aos poucos perdendo competências e especializando-se sobretudo nas questões relacionadas com a segurança interna.
A partir de 1852, o departamento passa a ser conhecido como Ministério do Reino, título que manterá até 1910.
Com a implantação do regime republicado em 5 de outubro de 1910, o ministério passa a designar-se Ministério do Interior.
Depois do 25 de abril de 1974, o departamento muda para a atual designação de Ministério da Administração Interna.